# Occupy Wall Street
Occupy Wall Street-bevægelsen er en bevægelse, der startede i USA på 17. september 2011 som en protest mod finanssektoren og finanskrisen. Fire uger senere, lørdag 15. oktober 2011 var der demonstrationer i 951 byer i 82 lande verden over.
Bevægelsen og demonstrationerne har fået meget stor mediebevågenhed. Kendte mennesker såsom Michael Moore, Roseanne Barr, Yoko Ono, Naomi Klein og Michelle Shocked har støttet bevægelsen.

## Occupy Denmark
Som en del af den verdensomspændende bevægelse blev Occupy Denmark startet ved en demonstration i København den 15. oktober 2011, hvor ca. 2000 mennesker deltog. Occupy bevægelsen fik hurtigt lokalgrupper i København, Århus, Aalborg, Odense, Horsens, Viborg og Ærø. Bevægelsens aktiviteter kulminerede med organiseringen af en velbesøgt konference på CBS i 2013. Bevægelsen har flere Facebook sider, der stadig er aktive, men derudover er der ingen væsentlige aktiviteter i dag.